# Julio (nombre)
Julio  es un nombre propio masculino en español, derivado del latín. Su variante femenina es Julia.

## Etimología
Julio es la hispanización del latín Iulius. Este, originalmente era el nomen de los miembros la gens Julia, aunque en las mujeres solía usarse también como praenomen. Cuando una rama de esta gens tomó el poder en Roma, con César primero y luego con Augusto, se convirtió en la designación de los miembros de su casa, domus, incluidos clientes y libertos. Numerosos extranjeros tomaron el nomen al serles concedida la ciudadanía por el emperador y desde entonces pasó a convertirse en parte de la onomástica de la Roma imperial. Desde la constitutio Antoniniana, que concedió la ciudadanía a todos los habitantes libres del imperio, y con la desaparición de las antiguas gentes, Julius se convirtió en un nombre propio sin referencia al sistema de gentes tradicional.
La gens Julia pretendía descender de Eneas, el héroe troyano hijo de Venus, a través de su hijo Ascanio, apodado Iulo. Al respecto, Virgilio explica que Iulo era un derivado de Ilo, nombre ancestral de los reyes de Troya y relacionado con el propio étimo de la ciudad: Ilión.
Una etimología popular alternativa consideraba que Iulo era la forma latina del griego ἴουλος (ioulos), es decir "abundante" o "suave" (referido al cabello o a la barba). Esta interpretación puede ponerse en paralelo con aquella que asignaba el sentido de "velludo" al cognomen Caesar.
La investigación filológica moderna sostiene que, como insinuara la antigua De Origo Gentis Romanae, Iulus era un nombre netamente latino vinculado a Júpiter. En efecto, Iulo (Iulus) era una antigua variante de Jobo (Iobus), nombre que puede relacionarse con Jove, forma original de Iupiter (Dius Pater). En el mismo sentido, el Diccionario de biografías y mitología de Grecia y Roma editado por William Smith, considera que Iulo está relacionado con Iouilios un diminutivo de Dius.
Por otro lado, parece indudable que Iulo fuera un antiguo nombre personal o quizás un praenomen que dio origen al patronímico Iulius de cual deriva el nomen de la gens.

## Variantes
- Julián
- Juliano
- Femenino: Julia, Juliana

## Variantes en otros idiomas
| Idioma    | Variante(s) |
| --------- | ----------- |
| Latín     | Iulius      |
| Francés   | Jules       |
| Húngaro   | Gyula       |
| Inglés    | Julius      |
| Irlandés  | Iúil        |
| Italiano  | Giulio      |
| Polaco    | Juliusz     |
| Gallego   | Xulio       |
| Catalán   | Juli        |
| Portugués | Júlio       |